# Cylindrepomus malaccensis
Cylindrepomus malaccensis là một loài bọ cánh cứng trong họ Cerambycidae.